# Delphacodes correntosoensis
Delphacodes correntosoensis är en insektsart som beskrevs av Frederick Arthur Godfrey Muir 1929. Delphacodes correntosoensis ingår i släktet Delphacodes och familjen sporrstritar. Inga underarter finns listade i Catalogue of Life.